# A lei de Santos
A lei de Santos es una serie de televisión española producida por Voz Audiovisual y emitida por la Televisión de Galicia desde el 1 de noviembre de 2020 en prime time. Está protagonizada por Monti Castiñeiras, en el papel de Santos, y es una serie derivada de Serramoura.

## Sinopsis
Mario Piñeiro, alias Santos (Monti Castiñeiras) se va de Serramoura para volver a su villa natal, Viladesantos, donde no será bien recibido. Su llegada coincide con la misteriosa muerte de uno de sus vecinos, suceso inédito en la localidas, que convertirá a Santos en el principal sospechoso. No obstante, su objetivo será otro bien distinto: asaltar el banco de la villa. Para hacerlo contará con la ayuda de sus amigos Pancho (Xabier Deive) y Peixe (Andrés Giráldez).

## Emplazamiento
La historia tiene lugar en el municipio ficticio de Viladesantos. Los exteriores de la serie fueron grabados en los municipios coruñeses de Oza-Cesuras, Culleredo, Cerceda, Carral y Abegondo.

## Personajes
- Monti Castiñeiras como Mario Piñeiro da Costa, alias Santos, delincuente habitual.
- Xabier Deive como Pancho Suárez, vecino de Serramoura y amigo de Santos.
- Andrés Giráldez como Peixe, vecino de Serramoura y amigo de Santos.
- Iria Sobrado como Laura, trabajadora del banco y mujer de Rafael.
- Carlos Villarino, como Rafael, director del banco y marido de Laura.
- Victoria Teijeiro como Ánxela Bouzas, teniente del cuartel de Viladesantos.
- Lidia Veiga como Uxía, agente del cuartel e hija de Laura y Rafael.
- Federico Pérez como Lourenzo, agente del cuartel.
- Xoán Fórneas, como Duarte Mariño, miembro de la cooperativa ganadera y pareja de Uxía.
- Adrián Ríos, como Bieito Lamela, miembro de la cooperativa ganadera.
- Sonia Castelo como Antonia Mosteiro, dueña del bar.
- Marcos Viéitez, como Constante Folgoso, párroco de la villa y tío de Santos.
- Óscar Allo, como Abel Cartelle.
- Marta Doviro, como la sargento Carracedo.

## Episodios
| Temporada | Temporada | Nº Episodios | Estreno                  | Final                   | Audiencia media | Audiencia media |
| Temporada | Temporada | Nº Episodios | Estreno                  | Final                   | Espectadores    | Cuota           |
| --------- | --------- | ------------ | ------------------------ | ----------------------- | --------------- | --------------- |
|           | 1         | 7            | 1 de noviembre de 2020   | 13 de diciembre de 2020 | 89 000          | 10,0%           |
|           | 2         | 7            | 19 de septiembre de 2021 | 31 de octubre de 2021   |                 |                 |
|           | 3         | 8            | 9 de enero de 2022       | 6 de marzo de 2022      |                 |                 |
| Total     | Total     |              | 2020                     |                         |                 |                 |

### Primera temporada (2020)
| N.º (serie) | N.º (temp.) | Título                   | Fecha de emisión        | Nº Espectadores | Cuota de pantalla |
| ----------- | ----------- | ------------------------ | ----------------------- | --------------- | ----------------- |
| 1           | 1           | «Sen perdón»             | 1 de noviembre de 2020  | 80 000          | 9,0%              |
| 2           | 2           | «Axuste de contas»       | 8 de noviembre de 2020  | 89 000          | 10,0%             |
| 3           | 3           | «Contas pendentes»       | 15 de noviembre de 2020 | 96 000          | 10,6%             |
| 4           | 4           | «Quen nace para martelo» | 22 de noviembre de 2020 | 84 000          | 10,3%             |
| 5           | 5           | «O décimo mandamento»    | 29 de noviembre de 2020 | 76 000          | 8,2%              |
| 6           | 6           | «Unha longa historia»    | 6 de diciembre de 2020  | 119 000         | 12,4%             |
| 7           | 7           | «A última viaxe»         | 13 de diciembre de 2020 | 82 000          | 9,5%              |

### Segunda temporada (2021)
| N.º (serie) | N.º (temp.) | Título                       | Fecha de emisión         | Nº Espectadores | Cuota de pantalla |
| ----------- | ----------- | ---------------------------- | ------------------------ | --------------- | ----------------- |
| 8           | 1           | «A derradeira bala»          | 19 de septiembre de 2021 | —               | —                 |
| 9           | 2           | «Que pode saír mal?»         | 26 de septiembre de 2021 | —               | —                 |
| 10          | 3           | «Quen lle rouba a un ladrón» | 3 de octubre de 2021     | —               | —                 |
| 11          | 4           | «Perigosa María»             | 10 de octubre de 2021    | —               | —                 |
| 12          | 5           | «A aguia e o lobo»           | 17 de octubre de 2021    | 35 000          | 5,4%              |
| 13          | 6           | «Voda de sangue»             | 24 de octubre de 2021    | —               | —                 |
| 14          | 7           | «A perdición de Santos»      | 31 de octubre de 2021    | —               | —                 |

### Tercera temporada (2022)
| N.º (serie) | N.º (temp.) | Título                 | Fecha de emisión      | Nº Espectadores | Cuota de pantalla |
| ----------- | ----------- | ---------------------- | --------------------- | --------------- | ----------------- |
| 15          | 1           | «Dèjá Vu»              | 9 de enero de 2022    | —               | —                 |
| 16          | 2           | «Vellos coñecidos»     | 16 de enero de 2022   | —               | —                 |
| 17          | 3           | «Nada que perder»      | 23 de enero de 2022   | —               | —                 |
| 18          | 4           | «Cando nos vemos?»     | 6 de febrero de 2022  | —               | —                 |
| 19          | 5           | «Un mundo mellor»      | 13 de febrero de 2022 | —               | —                 |
| 20          | 6           | «Tal vez soñar»        | 20 de febrero de 2022 | —               | —                 |
| 21          | 7           | «Sorte onde vaias»     | 27 de febrero de 2022 | —               | —                 |
| 22          | 8           | «Non todo foi mentira» | 6 de marzo de 2022    | —               | —                 |